# Schweiz' håndboldlandshold (damer)
Schweizs håndboldlandshold er det schweiziske landshold i håndbold for kvinder som også deltager i internationale håndboldkonkurrencer. 
Holdet har endnu ikke deltaget i en VM-slutrunde eller Sommer-OL. Holdet kvalificerede sig for første gang til EM i kvindehåndbold 2022. Ligeledes er de forhåndskvalificeret som værtsnation for EM i 2024. Ved mesterskabet i 2022 sluttede holdet på en 15. plads ud af 16 hold. I den indledende runde lykkedes det holdet at spille uafgjort i den sidste kamp mod Kroatien. En sejr havde kvalificeret dem til mellemrunden. I denne periode var danske Martin Albertsen landstræner, mens assistenten er Allan Heine. Den nuværende landstræner er norske Knut Ove Joa.

## Resultater

### Verdensmesterskabet
| År    | Runde                  | Placering              | K                      | V                      | U                      | T                      | MÅ+                    | MÅ-                    |
| ----- | ---------------------- | ---------------------- | ---------------------- | ---------------------- | ---------------------- | ---------------------- | ---------------------- | ---------------------- |
| 1993  | Kvalificerede sig ikke | Kvalificerede sig ikke | Kvalificerede sig ikke | Kvalificerede sig ikke | Kvalificerede sig ikke | Kvalificerede sig ikke | Kvalificerede sig ikke | Kvalificerede sig ikke |
| 1995  | Kvalificerede sig ikke | Kvalificerede sig ikke | Kvalificerede sig ikke | Kvalificerede sig ikke | Kvalificerede sig ikke | Kvalificerede sig ikke | Kvalificerede sig ikke | Kvalificerede sig ikke |
| 1997  | Kvalificerede sig ikke | Kvalificerede sig ikke | Kvalificerede sig ikke | Kvalificerede sig ikke | Kvalificerede sig ikke | Kvalificerede sig ikke | Kvalificerede sig ikke | Kvalificerede sig ikke |
| 1999  | Kvalificerede sig ikke | Kvalificerede sig ikke | Kvalificerede sig ikke | Kvalificerede sig ikke | Kvalificerede sig ikke | Kvalificerede sig ikke | Kvalificerede sig ikke | Kvalificerede sig ikke |
| 2001  | Kvalificerede sig ikke | Kvalificerede sig ikke | Kvalificerede sig ikke | Kvalificerede sig ikke | Kvalificerede sig ikke | Kvalificerede sig ikke | Kvalificerede sig ikke | Kvalificerede sig ikke |
| 2003  | Kvalificerede sig ikke | Kvalificerede sig ikke | Kvalificerede sig ikke | Kvalificerede sig ikke | Kvalificerede sig ikke | Kvalificerede sig ikke | Kvalificerede sig ikke | Kvalificerede sig ikke |
| 2005  | Kvalificerede sig ikke | Kvalificerede sig ikke | Kvalificerede sig ikke | Kvalificerede sig ikke | Kvalificerede sig ikke | Kvalificerede sig ikke | Kvalificerede sig ikke | Kvalificerede sig ikke |
| 2007  | Kvalificerede sig ikke | Kvalificerede sig ikke | Kvalificerede sig ikke | Kvalificerede sig ikke | Kvalificerede sig ikke | Kvalificerede sig ikke | Kvalificerede sig ikke | Kvalificerede sig ikke |
| 2009  | Kvalificerede sig ikke | Kvalificerede sig ikke | Kvalificerede sig ikke | Kvalificerede sig ikke | Kvalificerede sig ikke | Kvalificerede sig ikke | Kvalificerede sig ikke | Kvalificerede sig ikke |
| 2011  | Kvalificerede sig ikke | Kvalificerede sig ikke | Kvalificerede sig ikke | Kvalificerede sig ikke | Kvalificerede sig ikke | Kvalificerede sig ikke | Kvalificerede sig ikke | Kvalificerede sig ikke |
| 2013  | Kvalificerede sig ikke | Kvalificerede sig ikke | Kvalificerede sig ikke | Kvalificerede sig ikke | Kvalificerede sig ikke | Kvalificerede sig ikke | Kvalificerede sig ikke | Kvalificerede sig ikke |
| 2015  | Kvalificerede sig ikke | Kvalificerede sig ikke | Kvalificerede sig ikke | Kvalificerede sig ikke | Kvalificerede sig ikke | Kvalificerede sig ikke | Kvalificerede sig ikke | Kvalificerede sig ikke |
| 2017  | Kvalificerede sig ikke | Kvalificerede sig ikke | Kvalificerede sig ikke | Kvalificerede sig ikke | Kvalificerede sig ikke | Kvalificerede sig ikke | Kvalificerede sig ikke | Kvalificerede sig ikke |
| 2021  | Kvalificerede sig ikke | Kvalificerede sig ikke | Kvalificerede sig ikke | Kvalificerede sig ikke | Kvalificerede sig ikke | Kvalificerede sig ikke | Kvalificerede sig ikke | Kvalificerede sig ikke |
| 2023  | TBD                    | TBD                    | TBD                    | TBD                    | TBD                    | TBD                    | TBD                    | TBD                    |
| 2025  | TBD                    | TBD                    | TBD                    | TBD                    | TBD                    | TBD                    | TBD                    | TBD                    |
| 2027  | TBD                    | TBD                    | TBD                    | TBD                    | TBD                    | TBD                    | TBD                    | TBD                    |
| Total | 0/0                    | –                      | 0                      | 0                      | 0                      | 0                      | 0                      | 0                      |

### Europamesterskabet
| År    | Runde                  | Placering              | K                      | V                      | U                      | T                      | MÅ+                    | MÅ-                    |
| ----- | ---------------------- | ---------------------- | ---------------------- | ---------------------- | ---------------------- | ---------------------- | ---------------------- | ---------------------- |
| 1994  | Kvalificerede sig ikke | Kvalificerede sig ikke | Kvalificerede sig ikke | Kvalificerede sig ikke | Kvalificerede sig ikke | Kvalificerede sig ikke | Kvalificerede sig ikke | Kvalificerede sig ikke |
| 1996  | Kvalificerede sig ikke | Kvalificerede sig ikke | Kvalificerede sig ikke | Kvalificerede sig ikke | Kvalificerede sig ikke | Kvalificerede sig ikke | Kvalificerede sig ikke | Kvalificerede sig ikke |
| 1998  | Kvalificerede sig ikke | Kvalificerede sig ikke | Kvalificerede sig ikke | Kvalificerede sig ikke | Kvalificerede sig ikke | Kvalificerede sig ikke | Kvalificerede sig ikke | Kvalificerede sig ikke |
| 2000  | Kvalificerede sig ikke | Kvalificerede sig ikke | Kvalificerede sig ikke | Kvalificerede sig ikke | Kvalificerede sig ikke | Kvalificerede sig ikke | Kvalificerede sig ikke | Kvalificerede sig ikke |
| 2002  | Kvalificerede sig ikke | Kvalificerede sig ikke | Kvalificerede sig ikke | Kvalificerede sig ikke | Kvalificerede sig ikke | Kvalificerede sig ikke | Kvalificerede sig ikke | Kvalificerede sig ikke |
| 2004  | Kvalificerede sig ikke | Kvalificerede sig ikke | Kvalificerede sig ikke | Kvalificerede sig ikke | Kvalificerede sig ikke | Kvalificerede sig ikke | Kvalificerede sig ikke | Kvalificerede sig ikke |
| 2006  | Kvalificerede sig ikke | Kvalificerede sig ikke | Kvalificerede sig ikke | Kvalificerede sig ikke | Kvalificerede sig ikke | Kvalificerede sig ikke | Kvalificerede sig ikke | Kvalificerede sig ikke |
| 2008  | Kvalificerede sig ikke | Kvalificerede sig ikke | Kvalificerede sig ikke | Kvalificerede sig ikke | Kvalificerede sig ikke | Kvalificerede sig ikke | Kvalificerede sig ikke | Kvalificerede sig ikke |
| 2010  | Kvalificerede sig ikke | Kvalificerede sig ikke | Kvalificerede sig ikke | Kvalificerede sig ikke | Kvalificerede sig ikke | Kvalificerede sig ikke | Kvalificerede sig ikke | Kvalificerede sig ikke |
| 2012  | Kvalificerede sig ikke | Kvalificerede sig ikke | Kvalificerede sig ikke | Kvalificerede sig ikke | Kvalificerede sig ikke | Kvalificerede sig ikke | Kvalificerede sig ikke | Kvalificerede sig ikke |
| 2014  | Kvalificerede sig ikke | Kvalificerede sig ikke | Kvalificerede sig ikke | Kvalificerede sig ikke | Kvalificerede sig ikke | Kvalificerede sig ikke | Kvalificerede sig ikke | Kvalificerede sig ikke |
| 2016  | Kvalificerede sig ikke | Kvalificerede sig ikke | Kvalificerede sig ikke | Kvalificerede sig ikke | Kvalificerede sig ikke | Kvalificerede sig ikke | Kvalificerede sig ikke | Kvalificerede sig ikke |
| 2018  | Kvalificerede sig ikke | Kvalificerede sig ikke | Kvalificerede sig ikke | Kvalificerede sig ikke | Kvalificerede sig ikke | Kvalificerede sig ikke | Kvalificerede sig ikke | Kvalificerede sig ikke |
| 2020  | Kvalificerede sig ikke | Kvalificerede sig ikke | Kvalificerede sig ikke | Kvalificerede sig ikke | Kvalificerede sig ikke | Kvalificerede sig ikke | Kvalificerede sig ikke | Kvalificerede sig ikke |
| 2022  | Indledende runde       | 14.                    | 3                      | 0                      | 1                      | 3                      | 75                     | 97                     |
| 2024  | Kvalificeret som vært  | Kvalificeret som vært  | Kvalificeret som vært  | Kvalificeret som vært  | Kvalificeret som vært  | Kvalificeret som vært  | Kvalificeret som vært  | Kvalificeret som vært  |
| Total | Total                  | 2/18                   | 3                      | 0                      | 1                      | 2                      | 75                     | 97                     |

## Nuværende trup
Den aktuelle spillertrup til EM i kvindehåndbold 2024 i Schweiz/Østrig/Ungarn, den 28. november til 15. december 2024.
Cheftræner:  Knut Ove Joa
| Nr. | Navn            | Position     | Alder                      | Kampe | Mål | Klub                         |
| --- | --------------- | ------------ | -------------------------- | ----- | --- | ---------------------------- |
| 1   | Lea Schüpbach   | Målvogter    | 10. september 1999 (25 år) | 48    | 0   | TuS Metzingen                |
| 2   | Chantal Wick    | Venstre back | 24. februar 1994 (31 år)   | 55    | 40  | GC Amicitia Zürich           |
| 3   | Kerstin Kündig  | Playmaker    | 2. juli 1993 (31 år)       | 91    | 249 | Thüringer HC                 |
| 4   | Laurentia Wolff | Playmaker    | 19. august 2003 (21 år)    | 15    | 2   | LC Brühl Handball            |
| 5   | Lisa Frey       | Venstre back | 16. februar 1995 (30 år)   | 93    | 142 | HSG Blomberg-Lippe           |
| 6   | Tabea Schmid    | Stregspiller | 14. august 2003 (21 år)    | 35    | 155 | København Håndbold           |
| 8   | Mia Emmenegger  | Højre fløj   | 17. januar 2005 (20 år)    | 31    | 155 | Vipers Kristiansand          |
| 10  | Daphne Gautschi | Playmaker    | 24. februar 1994 (31 år)   | 53    | 182 | HBPC Handball Plan du Cuques |
| 12  | Manuela Brütsch | Målvogter    | 14. februar 1984 (41 år)   | 173   | 0   | LC Brühl Handball            |
| 13  | Era Baumann     | Venstre fløj | 10. april 2007 (17 år)     | 7     | 7   | GC Amicitia Zürich           |
| 15  | Norma Goldmann  | Venstre back | 14. august 2000 (24 år)    | 19    | 15  | Kristianstad Handboll        |
| 17  | Charlotte Kähr  | Venstre back | 27. juni 2001 (23 år)      | 48    | 56  | Buxtehuder SV                |
| 20  | Alessia Riner   | Venstre fløj | 8. januar 2004 (21 år)     | 35    | 83  | Neckarsulmer SU              |
| 21  | Malin Altherr   | Højre back   | 14. februar 2003 (22 år)   | 37    | 61  | LC Brühl Handball            |
| 22  | Nuria Bucher    | Venstre back | 16. august 2001 (23 år)    | 20    | 54  | Spono Eagles                 |
| 32  | Seraina Kuratli | Målvogter    | 18. april 2007 (17 år)     | 3     | 1   | GC Amicitia Zürich           |
| 26  | Nora Snedkerud  | Stregspiller | 21. januar 2005 (20 år)    | 5     | 1   | Spono Eagles                 |
| 26  | Emma Bächtiger  | Højre back   | 28. maj 2004 (20 år)       | 19    | 24  | LK Zug                       |